# بولا كوكس
بولا كوكس (بالإنجليزية: Paula Cox)‏ (و. 1964 – م)هي محامية من المملكة المتحدة .

## التعليم
تعلمت في جامعة مكغيل، وجامعة مانشستر.